# Serving in Silence: The Margarethe Cammermeyer Story
Serving in Silence: The Margarethe Cammermeyer Story (bra: Servindo em Silêncio) é um telefilme de drama biográfico estadunidense de 1995, escrito por Alison Cross e dirigido por Jeff Bleckner. É estrelado por Glenn Close e Judy Davis, e foi ao ar na rede NBC.

## Elenco
| Ator          | Papel                       |
| ------------- | --------------------------- |
| Glenn Close   | Col. Margarethe Cammermeyer |
| Judy Davis    | Diane Divelbess             |
| Jan Rubeš     | Far                         |
| Wendy Makkena | Mary Newcombe               |
| Susan Barnes  | Capt. Kern                  |
| Eric Dane     | Matt                        |
| Ryan Reynolds | Andy                        |
| Molly Parker  | Lynette                     |
| Jim Byrnes    | Vet                         |